# Bebé si sceglie la zia
Bebé si sceglie la zia (Bébé marie son oncle) è un cortometraggio muto del 1911 diretto da Louis Feuillade.

## Produzione
Il film fu prodotto dalla Société des Etablissements L. Gaumont

## Distribuzione
Distribuito dalla Société des Etablissements L. Gaumont, uscì nelle sale cinematografiche francesi nel luglio 1911.
Negli Stati Uniti, fu distribuito dalla Kleine Optical Company il 14 novembre 1911 con il titolo Jimmie and His Country Uncle. Nelle proiezioni, veniva programmato con il sistema dello split reel, accorpato in un'unica bobina con un altro cortometraggio, il documentario The Outskirts of Paris.